# El Hadji Ba
El Hadji Ba (Parigi, 5 marzo 1993) è un calciatore francese naturalizzato mauritano, centrocampista del Linense e della nazionale mauritana.

## Carriera

### Club

#### Inizi e l'approdo al Le Havre
Inizia a giocare a calcio all'età di 6 anni sotto le file dell'Aulnay. Dopo 8 anni passa al Le Havre, giiocando nella squadra giovanile fino al 2011.
Dopo quattro anni nella squadra giovanile del Le Havre viene chiamato dall'allenatore Cédric Daury il 24 febbraio 2012 per il match di Ligue 2 contro il Guingamp. Entra all'83' sul risultato di 3-1 per la sua squadra in sostituzione di Ryan Mendes. Questa fu la sua prima partita che giocò tra i professionisti.
Nella stagione 2012-2013 giocherà inizialmente nella seconda squadra, per poi passare in prima squadra. L'esordio stagionale tra i professionisti avviene il 23 novembre 2012, giocando titolare nella trasferta contro Sedan vinta per 2-1. Fa il suo primo gol tra i professionisti la giornata seguente, nel match vinto 3-0 contro il Tours.

#### Sunderland e il prestito al Bastia
Il 10 luglio 2013 viene ingaggiato dalla società inglese del Sunderland, militante in Premier League. Fa il suo esordio nella seconda squadra, nel match pareggiato 1-1 contro l'Aston Villa U21, uscendo al 63'. L'esordio in prima squadra in un match di FA Cup arriva contro il Carlisle, che venne vinto dalla sua squadra 3-1 con un suo gol dopo esser entrato all'80'.
Nell'agosto 2014 torna in patria, accordandosi per un prestito al Bastia, in Ligue 1. Dopo sette partite da titolare in cui mette in mostra buone prestazioni, il 15 ottobre 2014 subisce un grave infortunio, fratturandosi il perone. Rimasto lontano dai campi per sei mesi, il 15 aprile 2015 ritorna a giocare allo Stade de Gerland contro il Lione, nel match valido per la 32ª giornata.

#### Charlton
Tornato al Sunderland dopo il prestito al Bastia, nel luglio 2015 viene ceduto a titolo definitivo al Charlton, club di Championship, accordandosi per le successive tre stagioni. L'8 agosto esordisce nella vittoria per 2-0 contro il Queens Park Rangers, realizzando un assist per il gol di Tony Watt. Tre giorni dopo è decisivo con un altro assist nel match di Coppa di Lega contro il Dagenham & Redbridge.

#### Stabæk
Il 6 marzo 2017 viene ufficialmente tesserato dai norvegesi dello Stabæk. Ha esordito in Eliteserien il 2 aprile, schierato titolare nel successo casalingo per 3-1 sull'Aalesund. Il 31 maggio ha segnato la prima rete in squadra, nella vittoria esterna sul campo del Notodden col punteggio di 1-4, in una sfida valida per il primo turno del Norgesemsterskapet.

#### Sochaux
Il 6 luglio 2017 ha trovato un principio di accordo con il Sochaux, che sarebbe stato ratificato al superamento delle visite mediche. Il 7 luglio ha quindi firmato un contratto biennale col nuovo club.

#### Lens e Guingamp
Divenuto svincolato, nell'estate 2018 viene ingaggiato dal Lens, con cui esordisce nel corso della vittoria casalinga (1-0) contro il Red Star nella seconda giornata di Ligue 2 2018-19. Durante l'estate successiva non rientra nei piani tecnici del nuovo allenatore del Lens Philippe Montanier e il 21 agosto 2019 firma quindi un contratto triennale col Guingamp, in un'operazione di scambio che porta Cheick Traoré al Lens.

### Nazionale
Ha giocato con la nazionale francese Under-18 tra il 2010 e il 2011, collezionando 6 presenze. L'anno seguente gioca nella nazionale Under-19, dove esordisce il 25 maggio 2012, in un incontro amichevole contro la Repubblica Ceca, che venne vinto dalla Francia per 2-1 e nel quale entro all'82'. Inoltre partecipa al campionato europeo di calcio Under-19 del 2012.

## Statistiche

### Presenze e reti nei club
Statistiche aggiornate al 10 luglio 2017.
| Stagione        | Squadra         | Campionato      | Campionato | Campionato | Coppe nazionali | Coppe nazionali | Coppe nazionali | Coppe continentali | Coppe continentali | Coppe continentali | Altre coppe | Altre coppe | Altre coppe | Totale | Totale |
| Stagione        | Squadra         | Comp            | Pres       | Reti       | Comp            | Pres            | Reti            | Comp               | Pres               | Reti               | Comp        | Pres        | Reti        | Pres   | Reti   |
| --------------- | --------------- | --------------- | ---------- | ---------- | --------------- | --------------- | --------------- | ------------------ | ------------------ | ------------------ | ----------- | ----------- | ----------- | ------ | ------ |
| 2011-2012       | Le Havre        | L2              | 1          | 0          | -               | -               | -               | -                  | -                  | -                  | -           | -           | -           | 1      | 0      |
| 2012-2013       | Le Havre        | L2              | 12         | 1          | CF              | 1               | 0               | -                  | -                  | -                  | -           | -           | -           | 13     | 1      |
| Totale Le Havre | Totale Le Havre | Totale Le Havre | 13         | 1          |                 | 1               | 0               |                    |                    |                    |             |             |             | 14     | 1      |
| 2013-2014       | Sunderland      | PL              | 1          | 0          | FA Cup+CdL      | 2+0             | 1+0             | -                  | -                  | -                  | -           | -           | -           | 2      | 1      |
| 2014-2015       | Bastia          | L1              | 7          | 0          | CF+CdL          | 0               | 0               | -                  | -                  | -                  | -           | -           | -           | 7      | 0      |
| 2014-2015       | Bastia 2        | CFA2            | 3          | 0          | -               | -               | -               | -                  | -                  | -                  | -           | -           | -           | 3      | 0      |
| 2015-2016       | Charlton        | FLC             | 25         | 0          | FA Cup+CdL      | 0+3             | 0               | -                  | -                  | -                  | -           | -           | -           | 28     | 0      |
| 2016-feb. 2017  | Charlton        | FL1             | 0          | 0          | FA Cup+CdL+FLT  | 0               | 0               | -                  | -                  | -                  | -           | -           | -           | 0      | 0      |
| Totale Charlton | Totale Charlton | Totale Charlton | 25         | 0          |                 | 3               | 0               |                    |                    |                    |             |             |             | 28     | 0      |
| mar.-lug. 2017  | Stabæk          | ES              | 0          | 0          | CN              | 0               | 0               | -                  | -                  | -                  | -           | -           | -           | 0      | 0      |
| 2017-2018       | Sochaux         | L2              | 0          | 0          | CF+CdL          | 0               | 0               | -                  | -                  | -                  | -           | -           | -           | 0      | 0      |
| Totale carriera | Totale carriera | Totale carriera | 46         | 1          |                 | 6               | 1               |                    |                    |                    |             |             |             | 52     | 2      |

### Cronologie delle presenze e reti in nazionale
| Cronologia completa delle presenze e delle reti in nazionale ― Mauritania | Cronologia completa delle presenze e delle reti in nazionale ― Mauritania | Cronologia completa delle presenze e delle reti in nazionale ― Mauritania | Cronologia completa delle presenze e delle reti in nazionale ― Mauritania | Cronologia completa delle presenze e delle reti in nazionale ― Mauritania | Cronologia completa delle presenze e delle reti in nazionale ― Mauritania | Cronologia completa delle presenze e delle reti in nazionale ― Mauritania | Cronologia completa delle presenze e delle reti in nazionale ― Mauritania |
| Data                                                                      | Città                                                                     | In casa                                                                   | Risultato                                                                 | Ospiti                                                                    | Competizione                                                              | Reti                                                                      | Note                                                                      |
| ------------------------------------------------------------------------- | ------------------------------------------------------------------------- | ------------------------------------------------------------------------- | ------------------------------------------------------------------------- | ------------------------------------------------------------------------- | ------------------------------------------------------------------------- | ------------------------------------------------------------------------- | ------------------------------------------------------------------------- |
| 4-6-2022                                                                  | Nouakchott                                                                | Mauritania                                                                | 3 – 0                                                                     | Sudan                                                                     | Qual. Coppa d'Africa 2023                                                 | -                                                                         | 81’                                                                       |
| 8-6-2022                                                                  | Franceville                                                               | Gabon                                                                     | 0 – 0                                                                     | Mauritania                                                                | Qual. Coppa d'Africa 2023                                                 | -                                                                         |                                                                           |
| 24-3-2023                                                                 | Lubumbashi                                                                | RD del Congo                                                              | 3 – 1                                                                     | Mauritania                                                                | Qual. Coppa d'Africa 2023                                                 | -                                                                         | 46’                                                                       |
| 6-1-2024                                                                  | Radès                                                                     | Tunisia                                                                   | 0 – 0                                                                     | Mauritania                                                                | Amichevole                                                                | -                                                                         | 52’                                                                       |
| 16-1-2024                                                                 | Bouaké                                                                    | Burkina Faso                                                              | 1 – 0                                                                     | Mauritania                                                                | Coppa d'Africa 2023 - 1º turno                                            | -                                                                         | 58’                                                                       |
| 29-1-2024                                                                 | Abidjan                                                                   | Capo Verde                                                                | 1 – 0                                                                     | Mauritania                                                                | Coppa d'Africa 2023 - Ottavi di finale                                    | -                                                                         | 80’                                                                       |
| Totale                                                                    |                                                                           | Presenze                                                                  | 6                                                                         |                                                                           | Reti                                                                      | 0                                                                         |                                                                           |

| Cronologia completa delle presenze e delle reti in nazionale ― Francia under 20 | Cronologia completa delle presenze e delle reti in nazionale ― Francia under 20 | Cronologia completa delle presenze e delle reti in nazionale ― Francia under 20 | Cronologia completa delle presenze e delle reti in nazionale ― Francia under 20 | Cronologia completa delle presenze e delle reti in nazionale ― Francia under 20 | Cronologia completa delle presenze e delle reti in nazionale ― Francia under 20 | Cronologia completa delle presenze e delle reti in nazionale ― Francia under 20 | Cronologia completa delle presenze e delle reti in nazionale ― Francia under 20 |
| Data                                                                            | Città                                                                           | In casa                                                                         | Risultato                                                                       | Ospiti                                                                          | Competizione                                                                    | Reti                                                                            | Note                                                                            |
| ------------------------------------------------------------------------------- | ------------------------------------------------------------------------------- | ------------------------------------------------------------------------------- | ------------------------------------------------------------------------------- | ------------------------------------------------------------------------------- | ------------------------------------------------------------------------------- | ------------------------------------------------------------------------------- | ------------------------------------------------------------------------------- |
| 7-9-2012                                                                        | Qinhuangdao                                                                     | Francia under 20                                                                | 0 – 0                                                                           | Cina under 20                                                                   | Amichevole                                                                      | -                                                                               | 69’                                                                             |
| 9-9-2012                                                                        | Qinhuangdao                                                                     | Francia under 20                                                                | 3 – 1                                                                           | Corea del Nord under 20                                                         | Amichevole                                                                      | -                                                                               |                                                                                 |
| 11-9-2012                                                                       | Qinhuangdao                                                                     | Messico under 20                                                                | 1 – 3                                                                           | Francia under 20                                                                | Amichevole                                                                      | -                                                                               |                                                                                 |
| 5-2-2013                                                                        | Créteil                                                                         | Francia under 20                                                                | 2 – 0                                                                           | Portogallo under 20                                                             | Amichevole                                                                      | -                                                                               | 46’                                                                             |
| 21-3-2013                                                                       | Tours                                                                           | Francia under 20                                                                | 3 – 1                                                                           | Danimarca under 20                                                              | Amichevole                                                                      | -                                                                               | 41’                                                                             |
| Totale                                                                          |                                                                                 | Presenze                                                                        | 5                                                                               |                                                                                 | Reti                                                                            | 0                                                                               |                                                                                 |

| Cronologia completa delle presenze e delle reti in nazionale ― Francia under 19 | Cronologia completa delle presenze e delle reti in nazionale ― Francia under 19 | Cronologia completa delle presenze e delle reti in nazionale ― Francia under 19 | Cronologia completa delle presenze e delle reti in nazionale ― Francia under 19 | Cronologia completa delle presenze e delle reti in nazionale ― Francia under 19 | Cronologia completa delle presenze e delle reti in nazionale ― Francia under 19 | Cronologia completa delle presenze e delle reti in nazionale ― Francia under 19 | Cronologia completa delle presenze e delle reti in nazionale ― Francia under 19 |
| Data                                                                            | Città                                                                           | In casa                                                                         | Risultato                                                                       | Ospiti                                                                          | Competizione                                                                    | Reti                                                                            | Note                                                                            |
| ------------------------------------------------------------------------------- | ------------------------------------------------------------------------------- | ------------------------------------------------------------------------------- | ------------------------------------------------------------------------------- | ------------------------------------------------------------------------------- | ------------------------------------------------------------------------------- | ------------------------------------------------------------------------------- | ------------------------------------------------------------------------------- |
| 11-4-2012                                                                       | Rebordosa                                                                       | Serbia under 19                                                                 | 0 – 2                                                                           | Francia under 19                                                                | Amichevole                                                                      | -                                                                               |                                                                                 |
| 14-4-2012                                                                       | Rebordosa                                                                       | Portogallo under 19                                                             | 0 – 0                                                                           | Francia under 19                                                                | Amichevole                                                                      | -                                                                               |                                                                                 |
| 25-5-2012                                                                       | Stade de France                                                                 | Francia under 19                                                                | 2 – 1                                                                           | Rep. Ceca under 19                                                              | Amichevole                                                                      | -                                                                               | 82’                                                                             |
| 27-5-2012                                                                       | Stade de France                                                                 | Francia under 19                                                                | 3 – 1                                                                           | Norvegia under 19                                                               | Amichevole                                                                      | -                                                                               |                                                                                 |
| 30-5-2012                                                                       | Eden Aréna                                                                      | Paesi Bassi under 19                                                            | 0 – 6                                                                           | Francia under 19                                                                | Amichevole                                                                      | -                                                                               | 65’                                                                             |
| 6-7-2012                                                                        | Haapsalu                                                                        | Francia under 19                                                                | 1 – 0                                                                           | Croazia under 19                                                                | Europeo Under-19 2012 - 1º turno                                                | -                                                                               | 89’                                                                             |
| 9-7-2012                                                                        | Tallinn                                                                         | Francia under 19                                                                | 1 – 2                                                                           | Inghilterra under 19                                                            | Europeo Under-19 2012 - 1º turno                                                | -                                                                               |                                                                                 |
| 12-7-2012                                                                       | Tallinn                                                                         | Spagna under 19                                                                 | 3 – 3 dts (4 – 2 dtr)                                                           | Francia under 19                                                                | Europeo Under-19 2012 - Semifinale                                              | -                                                                               | 81’                                                                             |
| Totale                                                                          |                                                                                 | Presenze                                                                        | 8                                                                               |                                                                                 | Reti                                                                            | 0                                                                               |                                                                                 |